# Villa Amalia (Tucumán)
Villa Amalia es un barrio de San Miguel de Tucumán, Tucumán, Argentina. Se encuentra delimitado por las calles Mariano Moreno, Padros, pasaje Einstein y las avenidas Jujuy y Américo Vespucio.

## Historia
El barrio fue creado gracias a la existencia del Ingenio Amalia. Este fue creado en 1870 y que en 1905 pasó a las manos de la familia Griet. Posteriormente se construyeron viviendas para los obreros del ingenio aledañas a la fábrica y el chalet de los Griet. Asimismo se construyó una posta sanitaria, escuela, almacén y en 1917 se creó el Club Atlético Amalia.
En 1966 el ingenio fue cerrado junto a otros 11 ingenios de la provincia en el marco del Operativo Tucumán. En tanto la producción de alcohol continuó hasta 1986. Gracias al cierre, el barrio perdió su principal fuente de empleo y se lotearon las tierras de cultivo de caña de azúcar y del ingenio. En la actualidad ya no quedan vestigios del ingenio azucarero, excepto una chimenea que quedó en el medio de una vivienda.

## Educación
- Escuela Secundaria Villa Amalia

## Salud
- CAPS Villa Amalia

## Transporte

### Líneas de colectivos
- Línea 1
- Línea 6
- Línea 10

## Deportes
- Club Atlético Amalia